# Kenworth

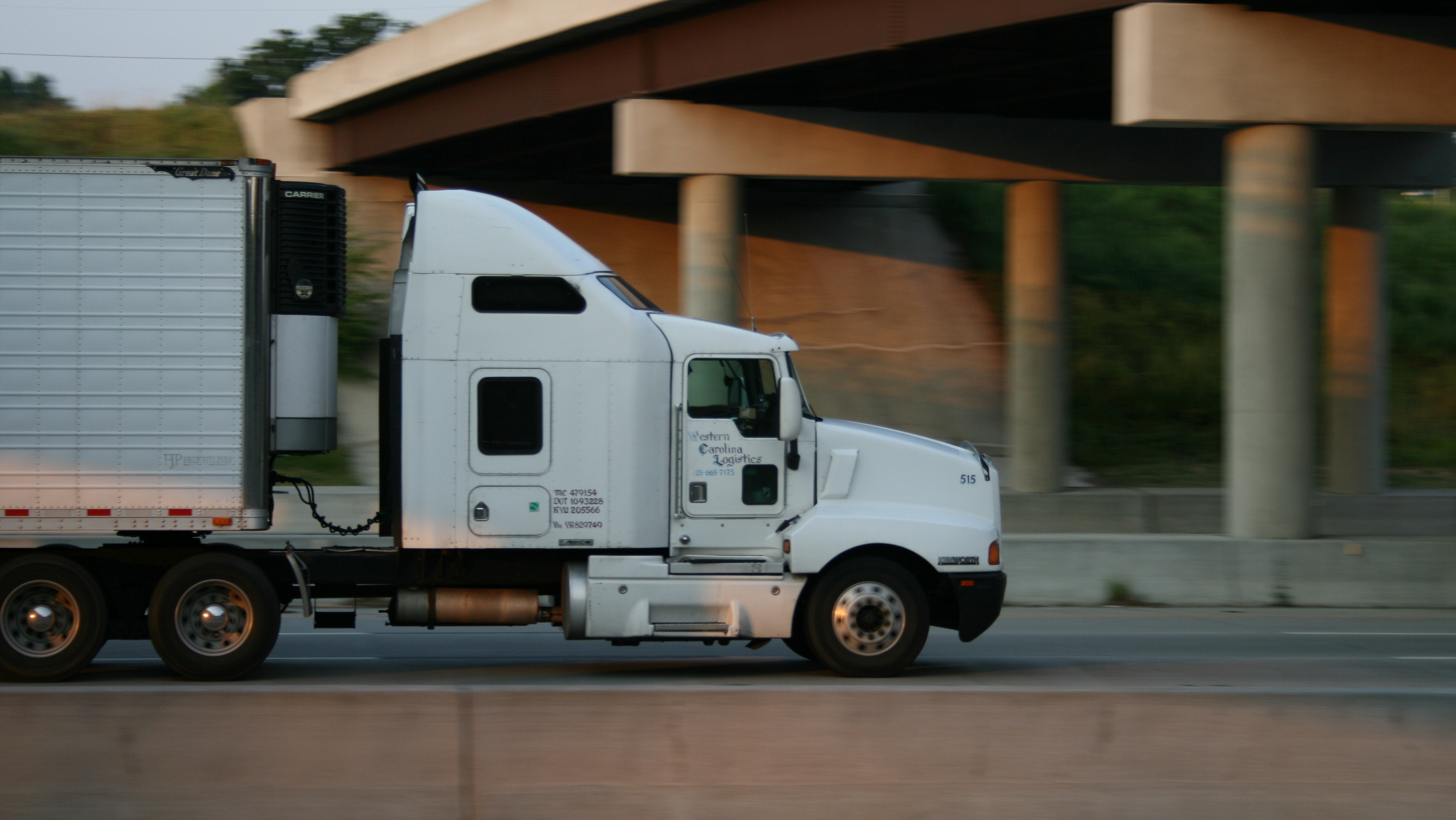
Un Kenworth T600 sur l'interstate 85, Durham, Caroline du Nord

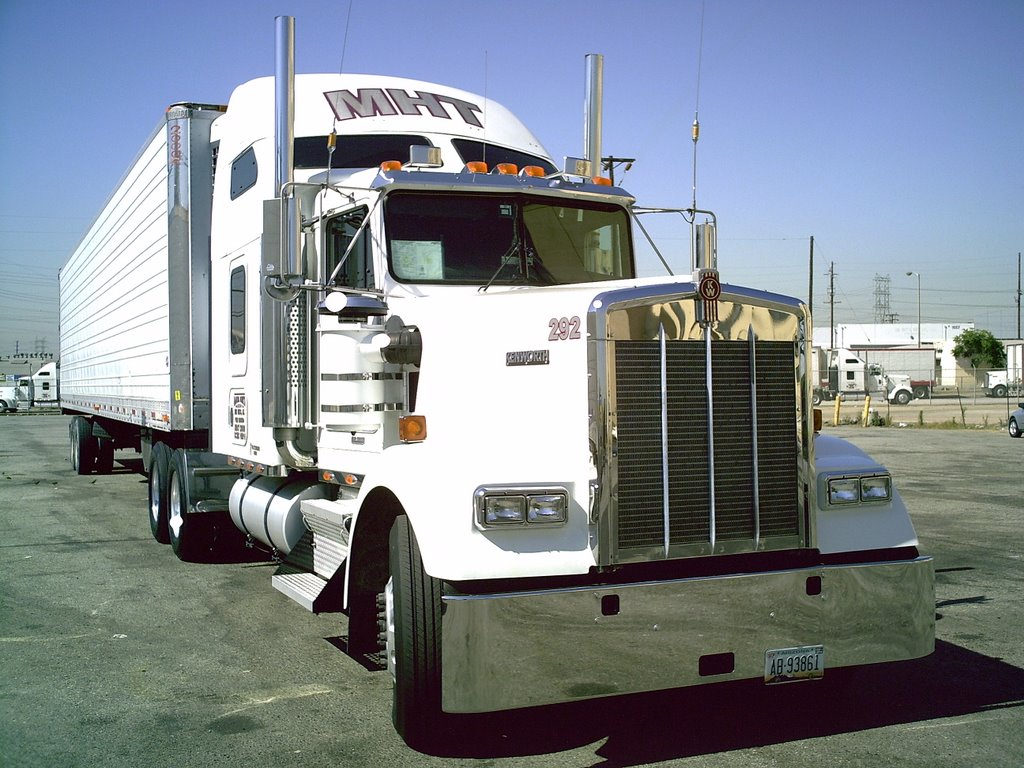
Un Kenworth W900 sur le parking Sears, Boyle Heights, Los Angeles

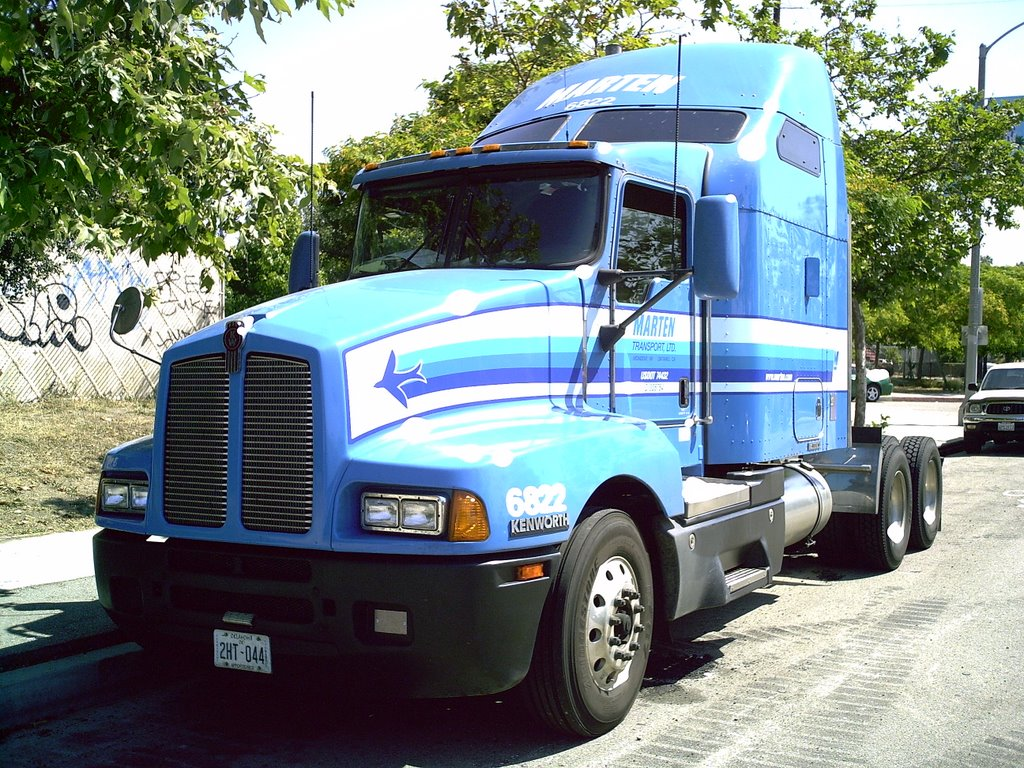
Kenworth T600B des transports Marten en Venice, Californie

Kenworth est un constructeur de camions basée à Kirkland, dans la banlieue de Seattle (État de Washington) aux États-Unis. C'est une filiale du groupe Paccar (Pacific Car and Foundry).
Kenworth a des usines à Renton, dans le Washington, à Chillicothe dans l'Ohio, à Sainte-Thérèse au Québec, Victoria en Australie et Mexicali au Mexique.
Cette dernière usine construit les camions sous le nom de Kenmex.

## Histoire
En 1916, Louis et son frère Edgar Gerlinger fondaient leur entreprise, à Seattle, dans l'État de Washington. Un an plus tard, un premier camion fut produit, nommé « Gersix », avec un moteur à essence de six cylindres. 
En 1923, Edgar Worthington et Harry Kent, deux actionnaires majoritaires, prennent le contrôle de la compagnie et la rebaptisent « Kenworth » (les trois premières lettres du nom Kent et les cinq premières de Worthington composent le nom de la marque). Le succès de la nouvelle entreprise découle en partie de la fermeture de deux firmes concurrentes de Seattle, les HRL Motor CO. et Vulcan Motor.
En 1924, les premiers modèles Kenworth offraient de 1,5 à 4 tonnes de charge utile, avec des moteurs à essence de quatre cylindres Buda (en), 80 camions sont vendus cette année-là. En 1925, cinq modèles étaient disponibles, le plus lourd étant un 5 tonnes. La production de camions était alors de deux par semaine. En 1927, apparait un nouveau moteur six-cylindres développant 78 ch.
En 1929, Kenworth ouvre une usine d'assemblage à Vancouver pour développer les ventes au Canada. La firme adopte une politique de « sur mesure », chaque véhicule pouvant être construit de manière à répondre aux besoins spécifiques du client.
En 1933, la compagnie devient le premier fabricant américain à installer des moteurs Diesel de série, de marque Cummins ; une cabine couchette est disponible en option. En 1935, Kenworth produit des camions pour l'usage forestier, dotés d'un châssis renforcé et d'une suspension Timken. En 1936, un premier camion à cabine avancée est introduit dans la gamme.
Pendant la Seconde Guerre mondiale, la firme sera un important producteur de camions militaires, en particulier avec la dépanneuse M-1 6x6. Après la guerre, l'utilisation de l'aluminium dans les châssis, cabines et moteurs permet d'importantes réductions de poids. La firme développe des camions pour des usages divers comme les travaux publics, les mines et l'industrie forestière.
En 1944, Kenworth devient une filiale de Paccar. La production est ensuite augmentée avec l'acquisition de l'ancienne usine de Fisher Body. Les plantations de canne à sucre d'Hawaï deviennent de gros clients pour la firme.
En 1951, la compagnie introduit le 853, exploité dans les gisements pétrolifères en Arabie saoudite. La gamme de camions comprend vingt-sept modèles différents.
En 1954, un nouveau tracteur à demi-cabine CBE (Cab Beside Engine), est fabriqué, ce type de cabine est censé apporter un meilleur angle de vision, mais n'est guère apprécié des camionneurs en raison du manque d'espace intérieur. En 1956, deux icônes de l'histoire de la société sont lancées : le W900 à capot et le K100 à cabine avancée, ce dernier est construit en Australie. Et un tracteur huit-roues original à moteur sous le plancher sera construit pour la Pacific Intermountain Express. En 1958, la firme produit les 953 et 984 pour les travaux difficiles.
En 1959, les exportations représentent 40 % du chiffre d'affaires. Arthur Sicard construit des camions miniers Kenworth à son usine de Sainte-Thérèse, au Québec, avec l'accord de PACCAR. Kenworth inaugure une usine à Mexicali au Mexique pour vendre des camions sous le nom de Kenmex.
En 1962, les ventes atteignent 1 851 véhicules. En 1964, les ventes montent à 2 037 unités. En 1965, l'usine de Kansas City devient opérationnelle, 3 065 camions sont vendus. En 1966, les ventes montent à 3 906 camions, Kenworth conçoit un camion spécial destiné aux transports exceptionnels nommé « 884C » et doté d'un moteur V12 de 700 ch.
En 1967, Paccar acquiert l'usine de Sainte-Thérèse pour y fabriquer les marques Kenworth et Peterbilt pour l'Amérique du Nord, des camions porteurs et des tracteurs à cabine. En 1968, les ventes montent à 4 549 véhicules, et un an plus tard, les ventes atteignent 6 240 camions.
En 1971, la série PD de camions urbains à cabine avancée apparaît sur le marché. Plus tard cette série sera renommée « Hustler ». Un autre gros camion, le 6 × 4 Brute, destiné à l'industrie du bâtiment, sera construit à 6 600 exemplaires. En 1972, les ventes de camions atteignent 10 000 unités.
En 1974, des nouvelles usines sont ouvertes à Chillicothe, Ohio, et Bayswater (en), Australie, où seront développés des camions porteurs à quatre-essieux. 
En 1976, la firme inaugure le tracteur long-parcours à toit surélevé avec cabine couchette haut de gamme : pour les camions à capot et à cabine avancée. Pour fêter le bicentenaire de l'indépendance américaine, la compagnie propose une série limitée, appelée « VIT » (pour Very Important Trucker). Et depuis cette date, les options VIT sont restées au catalogue pour satisfaire les plus exigeants. En 1979, les ventes atteignent 15 691 véhicules.
En 1985, les camions au style américain typique seront renouvelés. Un nouveau modèle est introduit, le T600, très aérodynamique, qui réduit la résistance de l'air d'environ 40 % et consomme 22 % de moins de gazole par rapport au W900. Le T800 arrivera en 1986 et, deux années plus tard, le T400 fera son apparition.
En 1996, deux gammes sont introduites, le T2000, un camion très aérodynamique, et le camion T300 pour la livraison locale en porteur et en tracteur.
En 2002, Kenworth inaugure le C500, un camion pour les chantiers. En 2006, le T600 est renouvelé en étant plus aérodynamique et prend le nom de « T660 ».
L'augmentation du développement international a vu plus récemment des versions de camions européens DAF distribués sous l'étiquette « Kenworth ». Aussi Paccar, possède les britanniques Foden et Leyland.

## Dans la culture populaire
Le camion emblématique de la célèbre émission télévisée éducative française C'est pas sorcier est un Kenworth W900.
Dans le dessin animé MASK, l'engin Rhino, piloté par Bruce Sato et Alex Sector, est un Kenworth W900.
Kenworth apparaît aussi dans des jeux vidéo de simulation de camions, comme American Truck Simulator, Truck Simulator USA ou Snowrunner.